# 2-es busz (Pápa)
A pápai 2-es jelzésű autóbusz az Autóbusz-állomás és a Törzsökhegy felső megállóhelyek között közlekedik. A vonalat a Volánbusz üzemelteti.

## Története
2023. február 04. előtt a Vasútállomás és Törzsökhegy felső között közlekedett a Húskombinát, Autóbusz-állomás (Szabadság utca) és a Fapiac tér érintésével. 2023. február 04-től az útvonala megrövidült, a Kórház és a Szalmavári utca érintésével jut el a külső végállomására, valamint a belső végállomása az Autóbusz-állomás lett.

## Közlekedése
Minden nap kb. 1-2 óránként közlekedik. A 10 óra 10 perckor indulú busz után csak 4 óra múlva indul megint 2-es busz.

## Útvonala
| Törzsökhegy felső felé                                                                                            | Vasútállomás felé |
| --- | --- |
| Autóbusz-állomás – Kórház – Budai Nagy Antal utca – Veszprémi út – Szociális otthon – Kishegy – Törzsökhegy felső | Törzsökhegy felső – Szociális otthon – Veszprémi út – Budai Nagy Antal utca – Kórház – Március 15. tér – Autóbusz-állomás |

## Megállóhelyei 2023. 02. 04. előtt
| 0  | Vasútállomás                      | 25 | 1, 3, 7                                         | Pápa Helyi autóbusz-állomás, Béke tér |
| 2  | Textilgyár                        | 24 | 3, 7                                            | Textilgyár |
| 3  | Óvoda                             | 23 | 3, 7                                            | Protestáns templom, Óvoda |
| 4  | Húskombinát                       | 22 | 3, 7                                            | Pápai Hús Kft. |
| 6  | Török Bálint utca                 | 21 | 4A, 4B, 13, 17                                  | Szent István Római Katolikus Általános Iskola |
| 8  | Várkastély                        | 19 | 1, 4A, 4B, 17                                   | Esterházy-kastély, Szent István Vértanú templom, Fő tér |
| 10 | Autóbusz-állomás (Szabadság utca) | 18 | 1, 1H, 1Y, 3, 4A, 4B, 5, 6A, 6B, 13, 14, 16, 17 | Helyközi autóbusz-állomás, Vásárcsarnok, Munkaügyi központ |
| 12 | Március 15. tér, kollégium        | ∫  | 1, 1H, 1Y, 3, 4B, 6B                            | Református templom, Pápai Református Kollégium Gimnáziuma és Művészeti Szakgimnáziuma, Pápai Református Teológiai Akadémia, Kékfestő Múzeum, Gyurátz Ferenc Evangélikus Általános Iskola, Posta, Március 15. tér |
| ∫  | Március 15. tér                   | 15 | 1, 1H, 1Y, 3, 4B, 6B                            | Református templom, Pápai Református Kollégium Gimnáziuma és Művészeti Szakgimnáziuma, Pápai Református Teológiai Akadémia, Kékfestő Múzeum, Március 15. tér                                                     |
| 13 | Árok utca                         | ∫  | 3                                               | Tűzoltóság |
| 16 | Szladik János utcai elágazás      | 12 |                                                 | Jókai Mór Városi Könyvtár, Anna téri Katolikus Templom, Fapiac tér |
| 20 | Budai Nagy Antal utca             | 10 | 1, 1H, 1Y, 4A, 4B, 6A, 6B, 7, 14, 16            | |
| 21 | Közgazdasági szakközépiskola      | 8  | 1, 1H, 1Y, 7, 14, 16                            | Pápai Gazdasági Szakképző Iskola és Kollégium, Weöres Sándor Általános Iskola |
| 22 | Veszprémi út                      | 7  | 1, 1H, 1Y, 7, 14, 16                            | Batthyány Lajos Mezőgazdasági és Élelmiszeripari Szakképző Iskola és Kollégium |
| 23 | Szociális otthon                  | 5  |                                                 | Szociális otthon |
| 24 | Kishegy                           | 4  |                                                 | |
| 26 | Öreghegyi elágazó                 | 3  |                                                 | |
| 27 | Törzsökhegy alsó                  | 2  |                                                 | |
| 29 | Törzsökhegy felső                 | 0  |                                                 | |